# 木村響子
木村 響子（きむら きょうこ、1977年3月19日 - ）は、日本の元女子プロレスラー・総合格闘家である。
神奈川県横浜市出身、血液型AB型。プロレスラーとしてはフリーランスで、スターダム、プロレスリングWAVE、センダイガールズプロレスリング、JWP女子プロレスを主戦場としていた。総合格闘家として坂口道場一族の所属であった。
元夫は総合格闘家のISAO、長女はプロレスラーの木村花。
2021年8月より、インターネット上の誹謗中傷やプライバシー侵害根絶に取り組むNPO法人Remember HANAの代表を務めている(後述)。

## 所属
- JWP女子プロレス（2003年 - 2005年）
- フリーランス（2005年−2017年 ）

## 略歴

### プロレス現役時代
- 1993年にFMWにテスト生として入団するが、1年ほどで退団。
- 1994年、再度入門するための経験を積もうとメキシコに渡る。ここで旅に目覚め、アジアを回り始める。1997年にインドネシアで出会った男性と結婚し、9月に長女の花を出産するが、同年に離婚。将来のためにお金を溜めようと夫婦で働いたが、父親が言葉が分からず文化も風習も違う日本で精神的に参ってしまったためであるという[3]。
  - 2020年5月に花が急逝したことはインドネシアでもニュースとなり、父親が木村にFacebookで友だち申請をしてきて連絡がついたという。父親と父親の弟は花の葬儀に参列している[4]。
- 2002年、WMFの営業などを経てシャーク土屋の紹介でJWP女子プロレスに入門。
- 2003年7月20日のディファ有明大会における、対渡辺えりか戦でデビュー。NEO女子プロレスや息吹など他団体にも参戦していた。
- 2005年12月18日をもってJWPを退団し、フリーランスとなった。
- 2006年6月4日、大日本プロレスが実施したデスマッチ新規参入希望企画に参加し、初のデスマッチに挑戦した（vs. 尾崎魔弓・アブドーラ小林、パートナーは宮本裕向）。しかし登坂栄児統括部長（現・社長）から男子選手との体力の差を理由に継続参入に難色を示され、大日本でのデスマッチの試合は3試合に留まる。
- 2007年8月26日、プロレスリングWAVE旗揚げ戦の記念すべき第1試合にてGAMIとシングルで対戦。GAMIとは後に「スーパー・アフロ・マシンガンズ」を結成する。
- 2008年、江本敦子をパートナーに迎え、ヒールユニット「レボルシオン・アマンドラ」を結成。後に中川ともかがアマンドラに合流。同年12月31日、江本と共にNEO認定タッグ選手権試合で、NEOマシンガンズを破り、タッグタイトル獲得に成功した。
- 2009年5月2日、新木場1stRINGにて、アマンドラの自主興行を開催。自らも宮本裕向と共に、松永光弘考案の「蛍光灯スクリューデスマッチ（蛍光灯が括り付けられた巨大扇風機を使用）」に挑戦した（vs佐々木貴・竹田誠志）。
- 2010年5月、体調不良により休養を宣言するが、仮の姿で沖縄プロレスに参戦することを発表。
- 8月29日のWAVE新宿大会で中川相手に本格復帰。10月11日のNEO後楽園大会にてヘイリー・ヘイトレッド、チェリーボムと組み、対下田美馬、チェリー、羽沙羅組の6人タッグ出場。ヘイリーの友人Xとして紹介されていた。
- 2011年は古巣JWPおよびREINAを主戦場とし、JWPでは米山香織率いる「米山革命軍」の一員となった。
- 8月16日、WAVE新木場大会にて大畠美咲率いる「ブラック・ダリア」に加入。
- 11月12日、パンクラス新宿大会で総合格闘技初挑戦。同じくプロレスラーかつパンクラス初参戦となる藪下めぐみと対戦。総合キャリアで大きく上回る相手にTKO勝ちを収めた。
- 2012年4月30日に川崎市体育館にて黒ずくめのマスクウーマンとしてデビューしたとの噂がある。
- 5月3日、初参戦となるスターダムの後楽園大会で脇澤美穂と組み、夏樹☆たいよう&世IV虎の「川崎葛飾最強伝説（カワカツ）」と対戦。試合後世IV虎が勝手にカワカツ入りを認める。
- 8月5日、スターダム後楽園大会で夏樹☆たいようとのシングルで敗れカワカツを追放される。以降は無派閥としてスターダムに参戦する。
- 9月30日、スターダム新木場大会にて「STARDOM 5★STAR GP」決勝で愛川ゆず季と対戦も敗れ準優勝。試合後、ヘイリー・ヘイトレッドを呼び込み、「木村モンスター軍」としてスターダム侵略を宣言。夏樹☆たいようと一触即発状態となる。
- 12月19日、アイスリボン道場大会にてかつて米山革命軍で共闘した帯広さやかとのタッグでインターナショナルリボン&REINAタッグ2冠王座獲得。
- 12月24日、スターダム後楽園大会にてタイトル挑戦権を懸けて紫雷イオと対戦して勝利。高橋奈苗が持つワールド・オブ・スターダム王座（赤いベルト）に挑戦を表明。
- 2013年1月14日、後楽園大会で赤いベルトに挑むが敗れる。
- 3月17日、後楽園大会でヘイリーとのタッグでカワカツが持つゴッデス・オブ・スターダム王座に挑戦し、奪取成功。
- 2014年はスターダムに加え、古巣JWPやWAVE、WNC-REINAなど多くの団体に参戦。
- 5月4日、JWP板橋大会にてコマンド・ボリショイとのタッグ「ワイルド・スナフキン」でJWP認定タッグ王座を獲得。
- 11月24日、センダイガールズ博多大会で宮城倫子のデビュー戦の相手を務め勝利。デビュー戦の相手になるのは初めてだった。
- 5月10日、左橈骨遠位端骨折でプロレスデビュー後初の手術を含む欠場。
- 9月にスターダムで大江戸隊の仲間である安川惡斗とダブル復帰戦を行う。また長女の花がWRESTLE-1のプロレス総合学院に入学。
- 2015年12月16日、長女の花がHANA名義でパンクラスの2016年ラウンドガールに採用された事が発表された[5]。
- 2016年1月、Twitterを通じてキャッチコピーを募集。「反骨のアフロコング」というキャッチコピーが選ばれた。
- 2016年1月30日に同じ坂口道場一族所属のISAOと再婚し、挨拶で1年後の引退を発表した[6]。
- 2017年1月22日、引退興行で夫のISAO、娘の木村花と組み、鈴木みのる、アジャ・コング、里村明衣子組と引退試合を行った[1]。

### 引退後
- 引退後は運転免許を取得しピンクの猫バスを購入。関東近郊のプロレス会場で猪肉をメインとした移動販売を行っている。
- 2018年3月19日、離婚を発表。
- 2020年5月23日、長女の花が急逝。以降、木村は急逝した長女の名誉回復につとめた。

- 2020年8月6日、自民党本部で行われたデジタル社会推進特別委員会・インターネット上の誹謗（ひぼう）中傷・人権侵害等の対策プロジェクトの会合に出席[7]。法整備を訴えた。
- 2021年3月30日、都内で記者会見を行い、インターネット上の誹謗中傷やプライバシー侵害の根絶をめざすNPO法人「Remember HANA（リメンバー ハナ）」の設立を発表した。木村は代表理事を務める予定であるという[8]。この日は花のデビュー記念日であり、記者会見の直前に花を誹謗中傷した男が起訴されたという連絡があったという[9]。
- 2021年9月16日までに、警視庁は木村を中傷したとして東京都内の40代男性を侮辱容疑で書類送検した[10]。木村がネット上の誹謗中傷に対して侮辱罪の厳罰化を求めていたことから、木村に対する中傷が相次いでいた。このことを受けて木村はTwitterを更新し、「法の裁きだけで充分だと思えるような法改正に期待します」とコメントしている[11][12]。
- 2023年5月17日に放送された『【推しの子】』第6話がテラスハウスで自殺した花を思い出させる内容だったとして、制作者に対し「実際にあった話をそのまま使うことで花を大切に想う人たちが深く傷つくことは想像できないのかな」「売るため話題になるためなら手段を選ばない、心から軽蔑します」と非難した[13]。

- 2021年8月、ツイッター上で木村花を中傷する投稿をしたとして、木村響子は投稿者の情報開示を東京地裁に請求。これが認められ、木村側は大阪府内の女性ら一家4人の氏名や住所を入手し、約300万円の損害賠償を求める訴訟を起こした。しかし木村花を中傷する投稿をしたとされるツイッターの書き込みは第三者が捏造した画像であり、大阪府内の女性ら一家4人は無実であった。2023年1月、捏造された画像を証拠にして不当に提訴したとして、木村響子は880万円の損害賠償を求める反訴を提起された[14]。2024年8月30日、大阪地裁（山本拓裁判長）は画像が一見して捏造だとはいえず、根拠がない訴訟を「あえて提起したとはいえない」として女性らの請求を棄却した。この日の判決では木村響子側の請求も棄却された[15]。

## 得意技
- キムラロック
- ビッグブーツ

## 獲得タイトル
- NEO認定タッグ王座（第3代・withアメージング・コング、第9代・with江本敦子）
- アイアンマンヘビーメタル級王座（第202代）
- ゴッデス・オブ・スターダム王座（第3代・withヘイリー・ヘイトレッド、第6代・withアルファ・フィーメル、第9代・with花月）
- アーティスト・オブ・スターダム王座（第3代・withアルファ・フィーメル&ザ・フィーメル・プレデター“アマゾン”、第10代・with木村花&花月）
- JWP認定タッグ王座（第44代・withコマンド・ボリショイ、第48代・with中森華子）
- デイリースポーツ認定女子タッグ王座（第17代・withコマンド・ボリショイ、第21代・with中森華子）
- WAVE認定タッグ王座（第12代・with中川ともか）
- JWP認定無差別級王座（第28代）

## 入場テーマ曲
- 「BAILA CASANOVA」Paulina Rubio 「BORDER GIRL」収録 (UICU 9002)

## 戦績
| 総合格闘技 戦績 | 総合格闘技 戦績 | 総合格闘技 戦績 | 総合格闘技 戦績 | 総合格闘技 戦績 | 総合格闘技 戦績 | 総合格闘技 戦績 |
| --------------- | --------------- | --------------- | --------------- | --------------- | --------------- | --------------- |
| 4 試合          | (T)KO           | 一本            | 判定            | その他          | 引き分け        | 無効試合        |
| 2 勝            | 2               | 0               | 0               | 0               | 1               | 0               |
| 1 敗            | 1               | 0               | 0               | 0               | 1               | 0               |

| 勝敗 | 対戦相手       | 試合結果                         | 大会名                        | 開催年月日     |
| ×    | 中井りん       | 1R 4:32 TKO                      | PANCRASE 2012 PROGRESS TOUR   | 2012年5月20日  |
| ○    | キム・ソンウン | 1R 1:01 TKO                      | PANCRASE 2012 PROGRESS TOUR   | 2012年4月1日   |
| △    | 佐藤瑞穂       | 5分2R終了 判定0-0                | PANCRASE 2012 PROGRESS TOUR   | 2012年1月28日  |
| ○    | 藪下めぐみ     | 1R終了時 TKO（ドクターストップ） | PANCRASE 2011 IMPRESSIVE TOUR | 2011年11月12日 |